# Erico di Auxerre
Erico di Auxerre (in francese Heiric d'Auxerre; Auxerre, 841 – 876) fu uno scrittore e teologo francese appartenente all'ordine benedettino.
Allievo di Lupo Servato e come lui maestro nella scuola dell'abbazia di San Germano d'Auxerre, fu anche educatore di figure di rilievo della successiva generazione, quali Ubaldo di Saint-Amand e Remigio di Auxerre. Fu discepolo di Giovanni Scoto Eriugena per la sua formazione filosofica..
Erico occupa un posto importante nella storia dei testi classici: pubblicò raccolte di estratti da Valerio Massimo e Svetonio, e fu anche il primo ad aver usato gli estratti di Petronio che circolavano in un volume, ora a Berna (357, scritto circa nell'870) e gli va attribuita una raccolta di testi rari, sopravvissuta in un codice scritto ad Auxerre negli anni dall'860 all'862 e da lui stesso postillato.
Alla direzione di Erico sono attribuite le glosse alle Categoriae decem, influenzate dall'opera di Giovanni Scoto Eriugena.